# ROCK CLIMBER
「ROCK CLIMBER」（ロック・クライマー）は、日本のロックバンド・Hundred Percent Freeの3作目のシングル。

## 概要
- 前作「迷子 to MYSELF」から約6ヶ月ぶりのシングル。
- 表題曲はSBS主催の『SBSカップ 国際ユースサッカー』のテーマソングに起用された[1]。
- 初回限定盤と通常盤の2形態で発売され、初回限定盤には特典として表題曲のミュージック・ビデオと、パパイヤ鈴木がダンスを伝授するレッスン映像を収録したDVDが同梱された[2]。また、両盤共通特典として同年秋に敢行したライブハウスツアー『Hundred Percent Free BACK TO BACK 2010〜ROCK CLIMBER〜』で販売されるオリジナルグッズと交換できる「ライブ会場特典引換券」が封入された[1]。
- 前作に引き続きジャケットはビーイング所属のデザイナーが手掛けており、Ko-KIをモチーフにしたキャラクター・ハンキーと、Tackをモチーフにしたキャラクター・ハンターが描かれている[3]。

## 収録曲
1. ROCK CLIMBER
作詞：Tack、Ko-KI、L(R)UCCA
作曲：SIG
編曲：寺地秀行、Hundred Percent Free
コーラスアレンジ：寺地秀行
エレクトロ調のダンスロックナンバー。ライブでは未発表曲として既に披露されてきており、人それぞれの難題の壁を山に例え、山を乗り越えられた時には、素晴らしい景色が待っているという想いを歌詞にしている。この楽曲の歌詞は8割まで完成させたデモをZIP-FM 『R'z BELIEVER』でオンエアーし、未完成部分の歌詞をリスナーから募集企画で制作され、「海原」と「ファンファーレ」という単語が抜擢され完成された[4]。
ミュージック・ビデオにはダンサーのパパイヤ鈴木が出演。電撃チョモランマ隊のEBATOが振付を担当している[2]。
2. knock
作詞：SIG、Ko-KI
作曲：SIG
編曲：寺地秀行、Hundred Percent Free
3. ROCK CLIMBER (Instrumental)
作曲：SIG
編曲：寺地秀行、Hundred Percent Free
コーラスアレンジ：寺地秀行
表題曲のインストゥルメンタル。
4. knock (Instrumental)
作曲：SIG
編曲：寺地秀行、Hundred Percent Free
カップリング曲のインストゥルメンタル。

## 参加ミュージシャン
Hundred Percent Free
- Tack：Vocal & MC
- Ko-KI：Vocal & MC
- SIG：Guitar
- KAZ：Drums
- B-BURG：Hybrid Programming

## タイアップ
- SBS主催『SBSカップ 国際ユースサッカー』2010年度テーマソング (#1)

## 収録アルバム
- JET!JET!!JET!!! (#1,2)
- 百年物語〜The Complete Best〜 (#1,2)